# Strangalia panama
Strangalia panama là một loài bọ cánh cứng trong họ Cerambycidae.